# Sphenomorphus diwata
Sphenomorphus diwata este o specie de șopârle din genul Sphenomorphus, familia Scincidae, descrisă de Walter Varian Brown și Rabor 1967. Conform Catalogue of Life specia Sphenomorphus diwata nu are subspecii cunoscute.